# Divine Heresy
Divine Heresy é uma banda estado-unidense de deathcore formada em 2006.

## História
Em 2006, Dino Cazares se uniu a Tim Yeung para formar uma banda de technical death metal/deathcore, onde pudessem mostrar através de letras e canções esmagadoras sua revolta com a sociedade que presenciam. Juntaram Joe Payne e Tommy Cummings ao time e partiram para o estúdio e gravaram Bleed the Fifth, e logo entraram em estúdio para gravar o próximo álbum, Bringer Of Plagues. Fizeram turnê pelo mundo todo durante 2007 para promover Bleed the Fifth, e tocaram com bandas como Hate Eternal, Warbringer, Dimmu Borgir, Behemoth e Vital Remains.
Tommy Cummings foi expulso da banda em Janeiro de 2008 por sua conduta antiprofissional, segundo Dino Cazares. Para seu lugar foi chamado Travis Neal. Jake Veredika fez algumas participações ao vivo para cobrir o posto deixado por Tommy.

## Membros

### Formação atual
- Dino Cazares – guitarra
- Tim Yeung – bateria
- Joe Payne – baixo
- Travis Neal – vocal

### Ex-membros
- Risha Eryavec – baixo
- Tommy Cummings – vocais
- Jake Veredika – vocais (ao vivo)

## Discografia
- Bleed the Fifth (2007)
- Bringer of Plagues (2009)